# Skandalkonzert

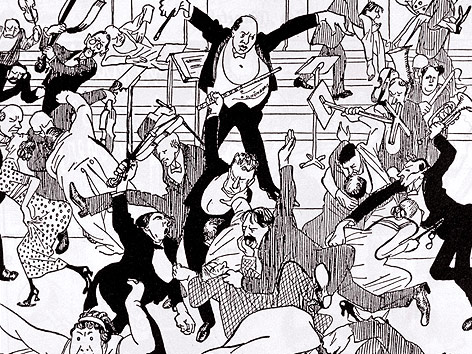
Watschenkonzert, caricature publiée dans Die Zeit du 6 avril 1913

Le Skandalkonzert est un concert donné le 31 mars 1913 par le Wiener Konzertverein sous la direction d'Arnold Schönberg. Il a eu lieu dans la grande salle du Musikverein de Vienne.
Durant le concert, le public, choqué par un programme expressionniste et expérimental typique de la Seconde école de Vienne, a commencé à protester provoquant un début de scandale artistique. Le concert s’est achevé prématurément. Le différend entre l'organisateur du concert Erhard Buschbeck et le compositeur Oscar Straus a abouti à un procès.
Le programme comprenait :
- Les Six pièces pour orchestre, op. 6 d'Anton Webern
- Les Quatre Lieder pour orchestre sur des poèmes de Maurice Maeterlinck d'Alexander von Zemlinsky
- La Symphonie de chambre nº 1, op. 9 d'Arnold Schoenberg
- Les Altenberg Lieder, op. 4 d'Alban Berg. Le texte et l'écriture musicale de ces lieder ont été perçus comme une provocation[1].
- Le premier des Kindertotenlieder de Gustav Mahler, qui n'a pu être donné à la suite de l'interruption du concert.

Ces réactions violentes ont dissuadé Berg de présenter une nouvelle fois ses Altenberg Lieder. Ils ne l'ont été qu'en 1952 et leur partition n'a été imprimée qu'en 1966.